# Vira Carbone
Vira Carbone, all'anagrafe Elvira (Salerno, 3 agosto 1969), è una giornalista e conduttrice televisiva italiana.

## Biografia
Vira Carbone, originaria di Salerno, si è laureata in Giurisprudenza presso l'Università degli Studi di Salerno nel 1993 e si è successivamente trasferita a Roma. Diventata giornalista professionista nel 2003, ha collaborato a programmi come Donne al Bivio ed è stata inviata per cinque anni di Porta a Porta di Bruno Vespa.
Dal 2005 al 2009 ha condotto Sabato, Domenica &..., inizialmente insieme a Corrado Tedeschi e Sonia Grey, e successivamente con Franco Di Mare. Per il programma, cura dal 2006 al 2007 la rubrica Buongiorno Italia e dal 2007 Il dolce e l'amaro, una rubrica domenicale dedicata all'approfondimento di temi di attualità. Nello stesso anno recita nel film Last Minute Marocco.
È stata anche conduttrice di numerosi eventi musicali, tra i quali due edizioni del festival della canzone d'autore Musicultura, trasmesso su RaiSat Extra nel 2005 e su Rai 2 nel 2006, due edizioni dello speciale dello Zecchino d'Oro La festa della mamma e la serata dedicata a San Valentino Pensiero stupendo, andata in onda il 13 febbraio 2008 su Rai 2. Insieme a Franco Di Mare, ha presentato Le note degli angeli, registrata nella piazza del Santuario di Pompei e andata in onda il 16 agosto 2008.
Nell'estate del 2012, ha condotto Unomattina VitaBella, spin-off di Unomattina estate. Dal 2014 conduce su Rai 1 Buongiorno benessere. Dal 2018 conduce sempre su Rai 1 il programma di seconda serata La vita è meravigliosa, dedicato alla salute e caratterizzato dalla presenza di ospiti del mondo medico-scientifico e dello spettacolo.

## Vita privata
È madre di cinque figlie, Marzia, Maria Grazia, Isabella e Veronica ed è sposata in seconde nozze con l'ex deputato del Partito Democratico Renzo Lusetti, padre delle ultime tre. Nonostante sia sposata due volte, si considera cattolica e afferma di fare la comunione con un «permesso del parroco».

## Televisione
- Porta a Porta (Rai 1, 2000-2005) Inviata
- Sabato & domenica (Rai 1, 2005-2009)
- Musicultura (RaiSat Extra, 2005; Rai 2, 2006)
- La festa della mamma (Rai 2, 2007-2008)
- Pensiero stupendo (Rai 2, 2008)
- Le note degli angeli (Rai 1, 2008)
- Unomattina VitaBella (Rai 1, 2012)
- Buongiorno benessere (Rai 1, dal 2014)
- La vita è meravigliosa (Rai 1, dal 2018)
- Telethon (Rai 1, 2019-2022)

## Opere
- La bellezza a fior di pelle, Roma, Rai Libri, 2015, ISBN 978-88-397-1655-2.
- Bellezza da bere, Roma, Rai Libri, 2016, ISBN 978-88-397-1683-5.
- Vira Carbone e Sara Farnetti, Il tuo corpo ti parla, Roma, Rai Libri, 2020, ISBN 978-88-397-1732-0.
- Giulio Maira e Vira Carbone, Le età della mente, Milano, Solferino, 2020, ISBN 978-88-282-0489-3.
- Vira Carbone e Marzia Valitutti, Il grande libro della longevità, Roma, Rai Libri, 2022, ISBN 978-88-397-1837-2.
- Vira Carbone e Marzia Valitutti, Il cibo ti cura!, Roma, Rai Libri, 2023, ISBN 978-88-397-1878-5.

## Premi e riconoscimenti
- Premio Arpino Città di Cicerone (2016)[14]
- Premio Trotula - Premio Internazionale Scuola Medica Salernitana- Università "Nuova Scuola Medica Salernitana Popular University" (2016)[15]
- Premio Giornalistico Alessandra Bisceglia per la comunicazione sociale (2017)[16]
- Premio AILA Progetto Donna (2019)[17]
- Venere d’Oro - Donne d’Eccellenza (2021)[18]
- Premio TV Award per il programma Buongiorno benessere (2021)[19]
- Premio Alessandro Award (2022)[20]
- Premio Letterario Scala dei Turchi – Dina Russiello per la carriera nel campo letterario (2023)[21]